# ريكو لينس
ريكو لينس هو مخرج فني ومدرس برازيلي، ولد في 19 سبتمبر 1955.